# مسجد الامام الغزالي
مسجد الامام الغزالي هو مسجد يقع في كوالالمبور عاصمة ماليزيا، يقع المسجد في بندر مانجالارا، المسجد هو مكان للعبادة وهو بمثابة المكان الذي يتواجد فيه المسلمون معا لأداء الصلاة في بندر مانجالارا، ويستخدم المسجد كمركز للمعلومات والتعليم ولتسوية المنازعات، ويلعب دور في الأنشطة الدينية مثل تعليم القرآن الكريم.